# Mingea în joc și afară din joc

Mingile A, B și C sunt considerate în joc, deoarece nu depășesc în totalitate linia. Astfel, mingea D este afară din joc, fiind ieșită în totalitate.

Mingea în joc și afară din joc este a noua lege a fotbalului, care descrie poziția mingii și cele două stări de bază ale jocului.

## În joc
Mingea rămâne în joc de la începutul fiecărei perioade până la sfârșitul perioadei respective, cu excepția cazurilor în care:
- Mingea părăsește terenul traversând în întregime o linie de poartă sau o linie de margine, fie că atinge sau nu solul (inclusiv atunci când se înscrie un gol);
- Jocul este oprit de arbitru (de exemplu, atunci când au fost încălcate Legile, un jucător rănit are nevoie de îngrijiri medicale sau o perioadă de joc s-a încheiat).
- Mingea atinge un oficial de meci, rămâne pe terenul de joc și se produce una dintre următoarele situații:
  - O echipă începe un atac promițător
  - Mingea intră direct în poartă
  - Se schimbă echipa care are posesia mingii[1]

Primul criteriu poate fi formulat astfel: „toată mingea trebuie să treacă toată linia” și este deosebit de important în deciziile privind golurile. Întrebarea dacă mingea a trecut sau nu linia de delimitare a provocat adesea controverse în meciuri foarte mediatizate, cum ar fi exemplul golului marcat de Geoff Hurst în finala Cupei Mondiale din 1966, care a dus Anglia în avantaj cu 3-2 în fața Germaniei de Vest în prelungiri. Legea menționează în mod specific că mingea rămâne în joc dacă ricoșează pe teren de pe barele porții sau dintr-un steag de colț sau în orice caz în care mingea atinge un oficial al meciului care nu este menționat mai sus.
Atunci când mingea este în joc, jucătorii pot juca mingea, se pot duela pentru minge și se pot înscrie goluri. Jucătorii sunt pasibili de pedeapsă pentru comiterea de faulturi. În timp ce mingea este în joc, nu pot avea loc înlocuiri.
În cazul în care se comite un fault sau are loc o conduită necorespunzătoare, arbitrul poate folosi „legea avantajului” și poate alege să permită continuarea jocului dacă echipa jucătorului care a fost faultat ar fi avantajată dacă jocul ar continua. Odată ce jocul a fost oprit, arbitrul poate alege să aplice pedepse.

## Reluarea jocului
Atunci când mingea iese din joc, aceasta este repusă în joc prin reluarea corespunzătoare. Reluările în fotbal sunt:
- Lovitură de începere: după un gol marcat de echipa adversă sau pentru a începe fiecare repriză de joc. (Legea 8).
- Aruncare de la margine: atunci când mingea a depășit în întregime linia de margine; acordată echipei adverse celei care a atins ultima oară mingea. (Legea 15).
- Lovitură de poartă: atunci când mingea a depășit în întregime linia porții după ce a fost atinsă ultima dată de un jucător în atac; acordată echipei în apărare. (Legea 16).
- Lovitură de colț: când mingea a depășit în întregime linia porții după ce a fost atinsă ultima dată de un jucător în apărare; acordată echipei care se află în atac. (Legea 17).
- Lovitură liberă indirectă: acordată echipei adverse în urma unor infracțiuni cum ar fi obstrucție, ofsaid etc., a anumitor încălcări tehnice sau atunci când jocul este oprit pentru a avertiza/elimina un adversar fără să se fi produs un fault specific. (Legea 13).
- Lovitură liberă directă: acordată echipei faultate în urma anumitor faulturi evidente enumerate. (Legea 13).
- Lovitură de pedeapsă: acordată echipei ce a suferit un fault care a avut loc în suprafața de pedeapsă adversă. (Legea 14).
- Minge de arbitru: apare atunci când mingea atinge un oficial în circumstanțele descrise mai sus,[1] sau atunci când arbitrul a oprit jocul din orice alt motiv (de exemplu, o accidentare gravă a unui jucător, intervenția unei părți externe sau o minge care devine defectă). (Legea 8).

Odată ce mingea este afară din joc, singura reluare este cea corespunzătoare motivului pentru care mingea a fost scoasă din joc; acțiunile ulterioare nu modifică reluarea. De exemplu, dacă mingea iese din joc din cauza unui fault al echipei A asupra echipei B, reluarea trebuie să fie o lovitură liberă pentru echipa B, chiar dacă un jucător al echipei B lovește un adversar; totuși, jucătorul echipei B care a greșit va fi pasibil de abatere (de exemplu, cartonaș galben sau roșu).
Rețineți, totuși, că arbitrul poate modifica reluarea inițială dacă își dă seama că a făcut o eroare sau la sfatul arbitrilor asistenți, cu condiția ca jocul să nu fi reînceput încă. De exemplu, dacă mingea a ieșit din joc deoarece a fost șutată în poartă de echipa A și arbitrul a semnalat că s-a marcat un gol, dar apoi observă că un arbitru asistent a indicat un fault comis de un jucător al echipei A imediat înainte ca golul să fie marcat, arbitrul va schimba reluarea corectă cu o lovitură liberă pentru echipa B în locul în care s-a produs faultul.